# Jason Heaver
Jason Heaver (* 9. Dezember 1974 in Newbury) ist ein englischer Dartspieler.

## Karriere
Jason Heaver begann 2014 seine Karriere bei der BDO, indem er beim England Classic teilnahm. Ein Jahr später erreichte er das Halbfinale bei den England National Championships.
2016 qualifizierte er sich über einen der Riley’s Pub Qualifiers für die UK Open, sein erstes PDC-Major-Turnier. In der ersten Runde traf er auf Scott Maish, gegen den er mit 5:6 verlor. Im Dezember desselben Jahres debütierte er ebenfalls beim World Masters, wo er in der Vorrunde mit 2:3 Chris Lim unterlag.
Nachdem er im Jahr 2017 keine Profitdartturniere gespielt hatte, erreichte er 2018 das Achtelfinale des Welsh Masters. Im August 2019 kam er ins Halbfinale des West Midlands Open und im September ins Viertelfinale des British Classic. Eine Woche später stand er im Finale des Bruges Open, in dem er Nick Kenny unterlag. Wieder eine Woche später erreichte er erneut ein Finale bei der WDF. Bei den Northern Ireland Open unterlag er im Endspiel Kyle McKinstry.
Im Februar 2020 kam Heaver ins Viertelfinale bei den Scottish Open. Nachdem er erneut ein Riley’s Pub Qualifier für sich entscheiden konnte, spielte er seine zweiten UK Open, wo er dieses Mal mit einem 6:0-Sieg über den Spanier Jesús Noguera in die zweite Runde einzog. Dabei unterlag er mit 4:6 erneut Kyle McKinstry.
Nachdem er beim Isle of Man Classic im Finale gegen Cameron Menzies verlor unterbrach die COVID-19-Pandemie seine Dartskarriere. Im Folgejahr konnte Heaver jedoch bei der PDC Qualifying School eine Tour Card für die PDC Pro Tour 2021 und 2022 sich somit auch für die UK Open 2021 qualifizieren. Dabei siegte er in Runde eins mit 6:2 gegen Lorenzo Pronk, bevor er in der zweiten Runde mit 5:6 Eddie Lovely unterlag.
Auf der PDC Pro Tour spielte Heaver ein gutes erstes Jahr. Beim Players Championship Nummer 7 erreichte Heaver – nachdem er am Tag zuvor bereits im Achtelfinale stand – das Halbfinale. Dafür gewann er gegen Bradley Brooks, Rowby-John Rodriguez, Jamie Hughes, Luke Woodhouse und Vincent van der Voort. Mit 0:7 unterlag er dann aber Jonny Clayton, welcher das Turnier auch gewann. Drei weitere Achtelfinals qualifizierten Heaver letztendlich für die Players Championship Finals. Mit 4:6 unterlag er dabei zwar in Runde eins Luke Humphries.
Als Nummer 51 der PDC Pro Tour Order of Merit qualifizierte sich Heaver in seinem ersten Jahr auf der Profi-Tour für die PDC World Darts Championship 2022.
Am Ende des Jahres 2022 musste Heaver seine Tour Card wieder abgeben. Er nahm zwar an der Q-School 2023 teil, wobei er in der Final Stage gesetzt war. In dieser blieb er jedoch ohne Punkte. Bei der darauffolgenden Challenge Tour-Saison schaffte es Heaver im August einmal ins Halbfinale. Dazu kam eine weitere Achtelfinalteilnahme. 2024 nahm er daraufhin eine Pause vom internationalen Dartsport, bevor er 2025 wieder an der UK Q-School teilnahm. Er schaffte es dabei in die Final Stage, wo er jedoch mit nur einem Punkt in der Rangliste keine Tour Card gewann.

## Weltmeisterschaftsresultate

### PDC
- 2022: 2. Runde (1:3-Niederlage gegen  Danny Noppert)